# Ulsteri Unionista Párt
Az Ulsteri Unionista Párt (Ulster Unionist Party) egy unionista és konzervatív politikai párt Észak-Írországban. A párt a 19. század végén alakult Ulsterben, Írország egy északi tartományában. A legtöbb unionista szavazó ezt a pártot támogatta az észak-írországi konfliktus idején. Akkoriban gyakran hivatkoztak az UUP-re mint Hivatalos Unionista Pártra (OUP). 1905 és 1972 között a párt képviselői a konzervatívokkal együtt szavaztak a londoni parlament alsó- és felsőházában, így az Ulsteri Unionista Párt gyakorlatilag a konzervatívok északír tagozataként működött. Ez az egyezség 1972-ben véget ért a Sunningdale-megállapodással kapcsolatos nézeteltérések miatt. A két párt azóta intézményesen elkülönült, ez alól viszont kivételt képzett a 2009–2012-es ulsteri konzervatívok és unionistákkal alakított "választási szövetség".
2021-re a negyedik legnagyobb párt lett Észak-Írországban, 2003-ban a Demokratikus Unionista Párt (DUP) és a Sinn Féin, 2017-ben pedig a Szociáldemokrata és Munkáspárt (SDLP) előzte meg őket. A párt nem képviselteti magát Westminsterben, mióta elvesztette mindkét mandátumát 2017 -ben. A 2017-es északír választásokon  a szavazatok 11,7%-át szerezte meg, de a 2019-es brit általános választáson  ötödik helyen végeztek a DUP, a Sinn Féin, és Észak-Írország Szövetségi Pártja mögött, így mandátumhoz nem jutottak.
2016-ban az UUP és az SDLP úgy döntött, hogy nem fogadják el azokat a minisztériumi pozíciókat az észak -írországi kormányban, amelyekre jogosultak lettek volna, ezzel ellenzéket képezve a többségi Foster-O'Neill kabinettel szemben. Ez volt az első alkalom, hogy az UUP nem lett részese az észak-írországi kormánynak. 2019 novemberében Steve Aiken követte Robin Swannt a párt vezetői posztján de 2021. május 8-án lemondott, így 2021. május 17-én pártvezetőválasztást tartottak, amit Doug Beattie kis többséggel ugyan, de megnyert.
A párt nem támogatja a Brexitet.